# Jeik Dion
 (novembre 2018).
Si vous disposez d'ouvrages ou d'articles de référence ou si vous connaissez des sites web de qualité traitant du thème abordé ici, merci de compléter l'article en donnant les références utiles à sa vérifiabilité et en les liant à la section « Notes et références ».
Jeik Dion (de son vrai nom Jean-Philippe Dion), né en 1981 à Québec (Canada), est un bédéiste, auteur, dessinateur, coloriste et scénariste québécois.

## Biographie
Jeik Dion s'est lancé dans le monde de l'illustration à l'âge de 15 ans. De 2000 à 2003, il obtient un emploi dans le domaine du jeu vidéo chez A2M. Il est ensuite devenu dessinateur à son compte. Il a conclu des contrats d'illustration, participant à des projets variés, autant pour des particuliers que pour des entreprises privées.
Au début de sa carrière, il a rarement eu l'occasion de se lancer dans des projets de bande dessinée. Ce n'est qu'en 2006 qu'il entame sa série Caze, qui est publiée pendant un an sur le site d'actualités littéraires Lecteurs.ca. La même année, Jeik Dion est engagé par la compagnie de disques Indica Records, pour qui il dessine et réalise le vidéoclip Froide, du groupe Kodiak.
Jeik Dion a collaboré avec le studio d'Ubisoft, à Québec, en plus de travailler sur une série BD scénarisée par Bryan Perro et publiée chaque semaine dans le magazine Les Débrouillards. 
En 2013, il travaille sur la BD TurboKid avec RKSS et illustre l'adaptation de la pièce de théâtre Amos Daragon : Porteur de masque.
En 2015, il publie la suite de TurboKid : Skeletron Déchainé et Déboires, une BD d'horreur scénarisée par Dominique Carrier et Francis Ouellet. Il fait aussi les storyboards de La ligne rouge, projet publié dans le journal Metro avec Dominique Carrier et Olivier Jobin à l'écriture, Julien Paré Sorel et Olivier Carpentier au dessin.
En 2017, il réalise avec le groupe Jardin Mécanique, leur première bande dessinée : Jardin Mécanique : L'asile d'Iscariote.

## Publications

### Caze
En 2006, Jeik Dion a entamé une série de bandes dessinées intitulée Caze, d'après une adaptation graphique du mot case. La série est alors publiée chaque semaine sur le site Lecteurs.ca. À ce jour[Quand ?], la série compte 48 épisodes de six cases chacun. L'épisode 029 a été dessiné par Fred Jourdain, alors que l'épisode 048 a été réalisé par Michel Falardeau. 
Pour le moment[Quand ?], la série Caze n'est disponible que sur Internet. 

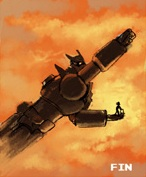
Extrait de Caze 002.
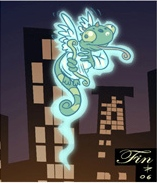
Extrait de Caze 006.
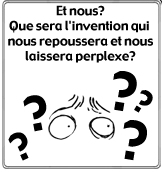
Extrait de Caze 009.
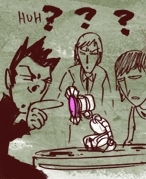
Extrait de Caze 032.
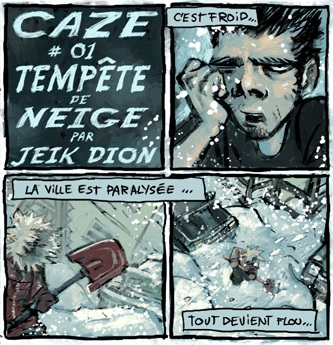
Un extrait de Tempête de neige, le premier épisode de Caze.

### Loading
En 2008, Jeik Dion a participé au premier volume du collectif de bandes dessinées Front froid en scénarisant et en illustrant la deuxième histoire du recueil, intitulée Loading. Elle est illustrée en noir et blanc et compte 12 pages. Il s'agit de la première histoire de Jeik Dion se retrouvant éditée et diffusée dans un format papier. 
Les évènements décrits dans Loading ont lieu au Japon, où deux jeunes amis, Koji Tatsuyuki et Tanaka Morimoto, se rencontrent quotidiennement pour s'affronter à un jeu vidéo dont l'action se déroule à Tokyo, en 2016, alors qu'une guerre futuriste déchire le pays. Parallèlement à leurs affrontements virtuels, les deux jeunes découvrent la triste réalité de l'amitié qui se perd au fil du temps[style à revoir].
D'un point de vue visuel, Loading se divise en deux parties : la première est celle des affrontements virtuels, tandis que la seconde met plutôt en scène la réalité quotidienne des deux jeunes protagonistes.

### La Grande Illusion
Jeik Dion est l'illustrateur de la bande dessinée La Grande Illusion, écrite par le scénariste québécois Bryan Perro. Elle raconte l'histoire de cinq adolescents vivant dans un cirque ambulant. Leurs péripéties sont publiées par groupe de quatre pages, chaque mois, dans la revue québécoise Les Débrouillards. Le premier chapitre de cette histoire fantastique est paru en janvier 2008.

## Autres travaux
Il a aussi participé au collectif Popgun de Image Comics. Avec Dominique Carrier au scénario, il a réalisé plusieurs bandes dessinées indépendantes, notamment C.R.A.P., GRIP et O-KEN.
Il fait par ailleurs partie de l'équipe de chroniqueurs du podcast Les Mystérieux étonnants.